# Li Ji (volksverhaal)
Li Ji is een volksverhaal uit China.

## Het verhaal
In het noordwesten van het Yong-gebergte in Minzhong in Dongye is een moerasgebied. Er leeft een slang die zeven of acht roeden lang was en enkele ellen dik. Vele commandanten en magistraten zijn gesneuveld en men offert sindsdien buffels en geiten. Af en toe verschijnt het dier aan iemand in een droom of neemt bezit van een sjamaan. Het dier eist dan een twaalf- of dertienjarige maagd en men begon slavinnen en dochters van misdadigers te kopen. Ze hielden de meisjes in leven om haar op de eerste ochtend van de achtste maand te offeren. De slang komt naar buiten en verzwelgt haar en al negen meisjes zijn verbruikt.
Li Dan uit Jiangle heeft zes dochters en geen zoons, zijn jongste dochter heet Ji en ze wil zich laten verkopen. Haar ouders weigeren. Ze vindt dat ze haar ouders alleen tot last is en ze gaat in het geheim op weg. Ze vraagt een goed zwaard en een hond die is afgericht om slangen te vangen. Op de eerste ochtend van de achtste maand gaat ze naar de tempel en ze heeft tonnen met rijstkoeken en honing voor het hol van de slang gezet.
De slang komt naar buiten en valt het tonnetje aan. Li laat de hond los en kan de slang van achteren bekruipen. Ze verwond het dier en het monster sterft op de binnenplaats van de tempel. Li gaat zijn hol binnen en vindt de schedels van negen meisjes. Ze neemt ze mee naar buiten en zegt dat ze laf en zwak waren. Ze gaat naar huis en de koning van Yue hoort het verhaal en maakt haar zijn koningin. De vader wordt magistraat van Jiangle en haar moeder en zusters krijgen veel geschenken. Dongye is van het monster bevrijd en het lied over haar daden wordt nog steeds gezongen.

## Achtergronden
- Fabeldieren zoals draken zijn in Chinese volksverhalen vaak goedaardig, maar dit betekent niet dat ze geen gevaarlijke, mensverslindende monsters kunnen zijn. Een Chinese draak is de god van het water en iedere poel of put heeft zijn eigen draak. De opperste drakenkoning heeft zijn paleis op de bodem van de Oostelijke Oceaan en ze beschikken over magische vermogens. Draken kunnen zich in de gedaante van mens, vis of slang vertonen en ze roven soms jonge meisjes. Net als andere fabeldieren kunnen ze eerder bedwongen worden door een list dan door geweld. Zie ook Li Jing, Het verhaal van Liu Yi, Zhou Han, Het verhaal van het Keizerskanaal en De geschiedenis van de witte gibbon.
- De legende is afkomstig uit het gebied van de huidige provincie Fujian. Het werd in de eerste helft van de vierde eeuw voor het eerst op schrift gesteld door Gan Bao in Soushenji (naspeuringen naar het bovennatuurlijke).